# پی۱۶
پی۱۶ (انگلیسی: P16) که با نام‌های دیگری همچون بازدارندهٔ 2A کیناز وابسته با سایکلین، سرکوب‌کننده تومورهای متعدد ۱، p16INK4a و چندین نام دیگر شناخته می‌شود، پروتئینی است که فرایند تقسیم سلولی را از طریق آهسته‌تر کردن پیشرفت چرخهٔ سلولی از فاز G1 به فاز S، کُند می‌کند و در نتیجه، نوعی سرکوب‌گر تومور محسوب می‌شود. حذف بخشی از توالی از دی‌ان‌ای در جریان تقسیم سلولی در این ژن، سبب ساخت پروتئین پی۱۶ ناکارآمد و ناقص می‌گردد و بدین‌ترتیب چرخهٔ تقسیم سلولی شتاب می‌گیرد که زمینه‌ساز بروز انواع مختلف سرطان است.
از پروتئین پی۱۶ می‌توان به‌عنوان یک نشانگر زیستی جهت بهبود دقت تشخیص بافتی در «نئوپلازی درون اپیتلیال دهانه رحم درجه ۳» استفاده کرد. پروتئین پی۱۶ همچنین در پیشگیری از ملانوما، سرطان دهانه رحم، سرطان واژن و سرطان مری نقش دارد.
پروتئین پی۱۶ در سال ۱۹۹۳ میلادی کشف شد. این پروتئین ۱۴۸ اسید آمینه دارد و جرم مولکولی آن، ۱۶ کیلو دالتون است و ۴ تکرار آنکرین دارد. در واقع عدد ۱۶ در نام این پروتئین اشاره به جرم مولکولی‌اش و نام‌اختصاری دیگرش p16INK4a هم اشاره به نقش آن در مهار کیناز وابسته به سایکلین CDK4 دارد.

## ژن
پروتئین پی۱۶ در انسان توسط ژن «CDKN2A» کُدگذاری می‌شود که بر روی بازوی کوتاه کروموزوم ۹ واقع است. این ژن چندین نسخهٔ رونویسی گوناگون تولید می‌کند که نخستین اگزون آنها متفاوت است. دست کم ۳ پیرایش دگرسان که پروتئین‌های گوناگونی را کدگذاری می‌کنند، شناخته شده‌است. ۲ مورد از این پیرایش‌ها، ایزوفرم‌های پروتئینی مرتبطی ایجاد می‌کند که بازدارنده آنزیم سی‌دی‌کی۴ هستند. نسخهٔ باقیماندهٔ دیگر، شامل یک اگزون ۱ جایگزین است که در ۲۰ جفت‌باز فوقانیِ باقیماندهٔ ژن قرار دارد. این نسخهٔ رونویسی، حاوی یک چارچوب خوانش باز متناوب (ARF) است که پروتئینی را می‌سازد که از نظر ساختاری با سایر انواع نسخه‌های تولیدی ارتباطی ندارد. این محصول متفاوت پروتئینی، تثبیت‌کننده ژن پی۵۳ است و با مولکول جداکنندهٔ ام‌دی‌ام۲، که یک پروتئین تجزیه‌کنندهٔ پی۵۳ است، تعامل دارد. با وجود تفاوت‌های ساختاری و عملکردی، ایزوفُرم‌های مهارکنندهٔ کیناز وابسته به سایکلین و محصولات چارچوب خوانش باز متناوب کُدگذاری شده توسط این ژن، از طریق نقش‌های تنظیمی‌شان بر روی سی‌دی‌کی۴ و پی۵۳، در پیشرفت فاز G1 چرخه سلولی دارند. این ژن اغلب در طیف گسترده‌ای از تومورها دچار جهش یا حذف می‌شود و از آن به‌عنوان یک ژن سرکوب‌گر تومور مهم یاد می‌شود.
با بالا رفتن سن در موجودات زنده، بیان پی۱۶ به منظور کاهش تکثیر سلول بنیادی، افزایش می‌یابد. این کاهش تقسیم سلولی و تولید سلول‌های بنیادی نقش محافظتی علیه سرطان دارد اما خطرات مرتبط با پیری سلولی را افزایش می‌دهد.

## اهمیت بالینی
جهش‌هایی که سبب حذف یا کاهش عملکرد ژن CDKN2A می‌شوند با بروز انواع مختلف سرطان در ارتباط هستند و تغییر در این ژن، در رده سلولی نامیرای برخی سرطان‌ها یافت شده‌است. به عنوان نمونه:
بروز سرطان لوزالمعده با جهش در ژن CDKN2A مرتبط است.
در کسانی که دچار جهش‌های این ژن هستند، خطر بروز ملانوما، سرطان‌های سرطان ریه و سرطان لوزالمعده، حنجره و دهان و گلو زیاد است و مصرف دخانیات، خطر بروز این سرطان‌های غیرملانومایی را بیشتر می‌کند.
حذف هموزیگوت پی۱۶ در رده‌های سلولی سرطان مری و سرطان معده یافت شده‌است.
جهش CDKN2A در رده‌های سلولی زایا، احتمال ایجاد سرطان پوست را بالا می‌برد.
وجود پروتئین پی ۱۶ در سلول‌های بافت پوششی سرطان سرطان‌های دهان و گلو با پیش‌آگهی خوب بیماری همراه است. وجود یا عدم وجود پروتئین پی ۱۶ در این سرطان آن چنان مهم است که «کمیته مشترک سرطان آمریکا» آن را در سیستم طبقه‌بندی مراحل این سرطان گنجانده‌است.
یافتن حذف پی۱۶ توسط روش آزمایشگاهی «هیبریداسیون فلوئورسانس درجا» (FISH) در سلول‌های سطحی مزوتلیوم، پیش‌بینی‌کننده وجود مزوتلیومای تهاجمی نهفته‌است.

## تعامل‌های شیمیایی
پروتئین پی۱۶ با مولکول‌های گوناگونی از جمله ام‌دی‌ام۲، سی‌دی‌کی۴ و پی۵۳ تعامل پروتئین-پروتئین دارد.